# Blue Lake Records
Blue Lake Records war ein US-amerikanisches Musiklabel der 1950er Jahre.
Das kurzlebige Label Blue Lake Records wurde 1954 in Chicago von dem Diskjockey Al Benson (1908–1978) als Sublabel von Parrot Records gegründet und bestand bis Mitte des Jahres 1956. Auf ihm erschienen Aufnahmen aus den Bereichen Blues, Jazz, Doo Wop und Gospel, unter anderem von Red Saunders, Joe Williams, Baby Boy Warren, King Fleming, Von Freeman und Jody Williams. Viele der bei Blue Lake entstandenen Aufnahmen wurden später von Chess Records vertrieben.

## Quelle
- Geschichte des Parrot und Blue Lake labels von Armin Büttner, Robert Campbell und Robert Pruter (Memento vom 8. April 2013 im Internet Archive) (abgerufen am 5. Januar 2022).